# Spezifischer Substratverbrauch
Der spezifische Substratverbrauch – Symbol {\displaystyle q_{s}} (Dimension T−1) – ist eine Kennzahl zur Beschreibung von Fermentationsprozessen. Sie beschreibt bei einer Mikroorganismenkultur die Abnahme der Masse des Substrats S pro Zeitspanne, bezogen auf die Masse des gebildeten Fermentationsprodukts {\displaystyle x}:
{\displaystyle q_{s}={\frac {\mathrm {d} S}{\mathrm {d} t}}\cdot {\frac {1}{x}}}
Der spezifische Substratverbrauch ist abhängig von exogenen und endogenen Einflüssen, wie Temperatur, pH-Wert, Substratkonzentration, der Regulation des Stoffwechsels etc.